# Jean-Pierre Léonardini
Jean-Pierre Léonardini, né le 26 septembre 1940, est un journaliste français, critique de théâtre.

## Biographie
Jean-Pierre Léonardini a commencé sa carrière de journaliste à La Marseillaise au début des années 1960, après avoir effectué son service militaire pendant trente mois en Algérie. Entré à L'Humanité en 1964 au service cinéma, il est devenu critique de théâtre dans le même quotidien en 1969 et chef du service culturel en 1990.
Il est connu également comme auteur dramatique et comédien pour le cinéma.
En outre, Jean-Pierre Léonardini a enseigné à l'histoire du théâtre à l’université Paris-Nanterre, à l'université Lumière-Lyon-II et à l'ENSATT.

## Filmographie
- 1997 : J'irai au paradis car l'enfer est ici de Xavier Durringer : Manuel
- 1998 : Disparus de Gilles Bourdos
- 2000 : Total Khéops d'Alain Bévérini : Maurice
- 2000 : Une femme d'extérieur de Christophe Blanc : Sonny
- 2002 : Laissez-passer de Bertrand Tavernier : Laurencie
- 2002 : Vivre me tue de Jean-Pierre Sinapi
- 2004 : Ordo de Laurence Ferreira Barbosa : Léon
- 2005 : Chok-Dee de Xavier Durringer : Roger
- 2011 : La Conquête de Xavier Durringer : Bruno Jeudy
- 2011 : Les Lyonnais d'Olivier Marchal : Paul Vidal
- 2022 : Le Temps des secrets de Christophe Barratier

## Publications
- Profils perdus d'Antoine Vitez, Messidor, 1990 ; Éditions Le Clos Jouve, 2019[5],[6]
- Nos contemporaines, Temps actuels, 1992
- Sauve qui peut la langue, L'Archipel, 1994
- Qu'ils crèvent les critiques !, Les Solitaires intempestifs, 2018 (Prix du syndicat de la critique, « Meilleur livre sur le théâtre » 2018)[7],[8]